# Si no estás (canción de Íñigo Quintero)
«Si no estás» es una canción del músico español Íñigo Quintero, lanzada como sencillo debut el 23 de septiembre de 2022 a través de Acqustic. El tema alcanzó el puesto número #1 a nivel Global durante unos días además de liderar las listas de popularidad de Spotify en España, Alemania, Francia, Suiza, Países Bajos, Noruega, Suecia, Portugal, Perú, Andorra y Luxemburgo. A pesar de ser Europa e Hispanoamérica los lugares donde más popular fue la canción, esta también logró entrar en los Top 200 de Spotify de países como Brasil, Canadá, Israel, Emiratos Árabes Unidos o Marruecos

## Antecedentes
La canción fue escrita y producido por el joven coruñés de 20 años, la cual fue lanzada por primera vez en 2022. Sin embargo, no fue hasta septiembre de 2023, un año completo después, cuando comenzó a ganar popularidad a través de TikTok. Fragmentos de la canción fueron utilizados en vídeos de personas sobre relaciones que expresan su amor mutuo. La canción generalmente habla de desamor y presenta elementos líricos de espiritualidad y "encontrarse a uno mismo a través de la religión".

## Posicionamiento en listas
| Lista (2023)                              | Mejor posición |
| ----------------------------------------- | -------------- |
| Alemania (Offizielle Deutsche Charts)     | 1              |
| Argentina (Argentina Hot 100)             | 13             |
| Austria (Ö3 Austria Top 40)               | 1              |
| Bélgica (Flandes) (Ultratop 50)           | 10             |
| Bélgica (Valonia) (Ultratop 50)           | 1              |
| Bolivia (Bolivia Songs)                   | 6              |
| Chile (Chile Songs)                       | 22             |
| Colombia (Colombia Songs)                 | 9              |
| Dinamarca (Tracklisten)                   | 38             |
| Ecuador (Ecuador Songs)                   | 5              |
| Eslovaquia (Singles Digitál Top 100)      | 24             |
| España (PROMUSICAE)                       | 1              |
| Francia (SNEP)                            | 1              |
| Global 200 (Billboard)                    | 10             |
| Hungría (Single Top 40)                   | 13             |
| Irlanda (IRMA)                            | 84             |
| Italia (FIMI)                             | 11             |
| Lituania (AGATA)                          | 79             |
| Luxemburgo (Luxembourg Songs)             | 1              |
| Países Bajos (Dutch Top 40)               | 23             |
| Países Bajos (Mega Single Top 100)        | 1              |
| Noruega (VG-lista)                        | 1              |
| Perú (Peru Songs)                         | 1              |
| República Checa (Singles Digitál Top 100) | 11             |
| Reino Unido (UK Singles Chart)            | 90             |
| Reino Unido (UK Indie Chart)              | 42             |
| Suecia (Sverigetopplistan)                | 9              |
| Suiza (Schweizer Hitparade)               | 1              |